# 格热戈日·梅尔察尔斯基
格热戈日·梅尔察尔斯基（波蘭語：Grzegorz Mielcarski，1971年3月19日—），波兰男子足球运动员，司职前锋。他曾代表波兰国奥队参加1992年夏季奥林匹克运动会足球比赛，获得一枚银牌。